# Michel Koch (artiste)
Pour les articles homonymes, voir Michel Koch.
Michel Koch est un directeur artistique français.
Il a illustré des couvertures de roman et des jeux de rôle.
Il est connu pour son travail sur la série de jeux vidéo Life Is Strange chez Dontnod Entertainment,.